# 寒泉子
寒泉子（?—?），戰國時期秦国的處士。
秦惠文王对寒泉子说：「蘇秦欺骗寡人，想要以一人之智，左右山東六国之君，合纵对付秦国。赵国仗恃他的兵眾，先派蘇秦用幣帛約结諸侯。諸侯不可能步调一致，就像把两只雞拴在一起，不能安稳同棲在架子上。寡人非常气忿，含怒已久，我想派武安子起到各国去，让他们知道我的意思。」寒泉子说：「不可。攻城克邑，请派遣武安子。提高我國声誉出使諸侯，請派客卿張儀。」秦惠王回答：「按你说的办。」武安子起当为白起，白起在惠文王时还没有为将，缪文远认为这则故事是伪托。